# Orto botanico di Greifswald

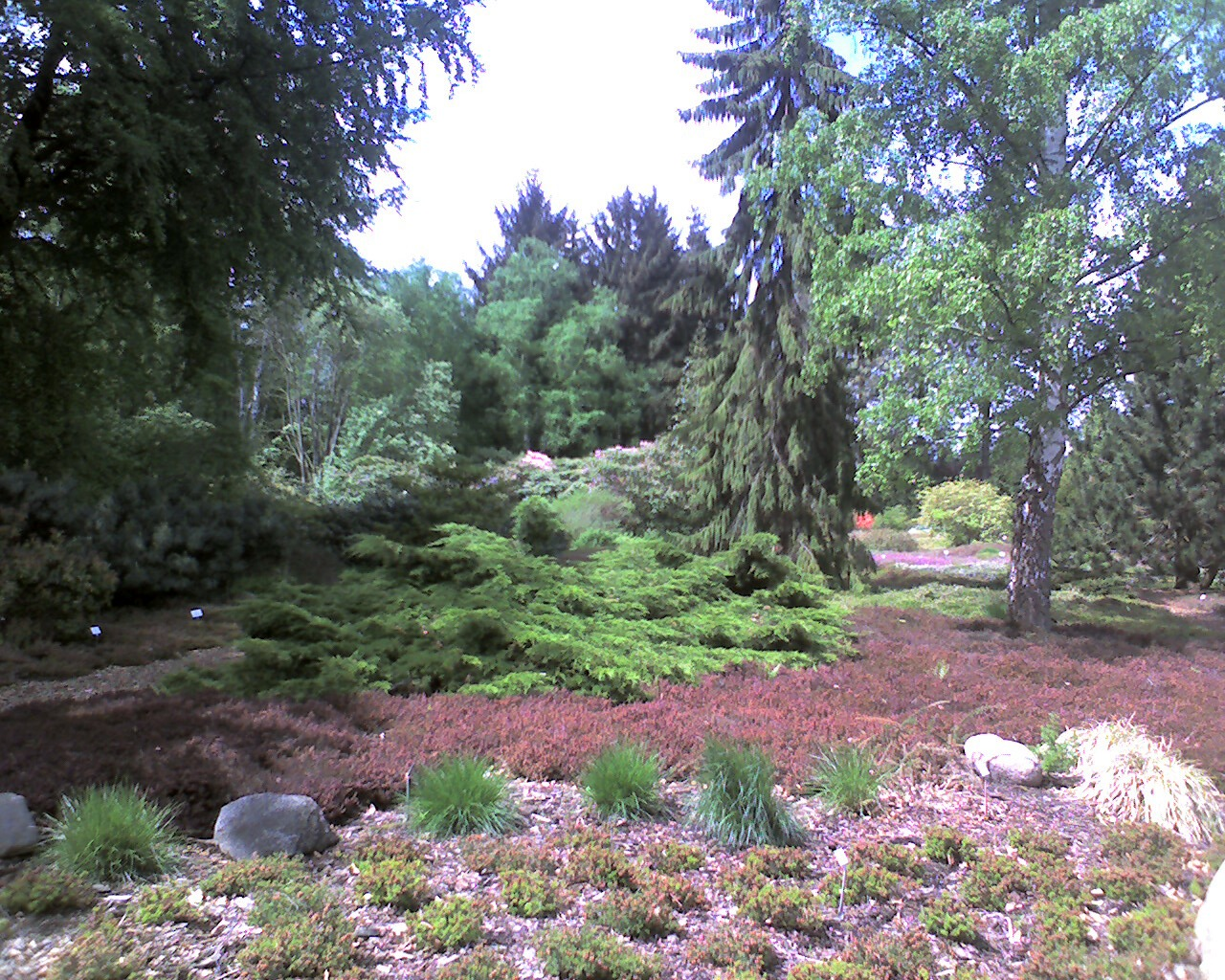
Veduta dell'erica nell'Heidegarten Arboretum.

L'orto botanico di Greifswald o giardino botanico di Greifswald (in tedesco: Botanischer Garten Greifswald) è un orto botanico (2 ettari) e un arboreto (7 ettari), che è stato fondato nel 1763, ed è uno dei più antichi giardini botanici della Germania. È associato all'Università di Greifswald. Il suo codice di riconoscimento internazionale come istituzione botanica ed erbario è GFW.

## Storia

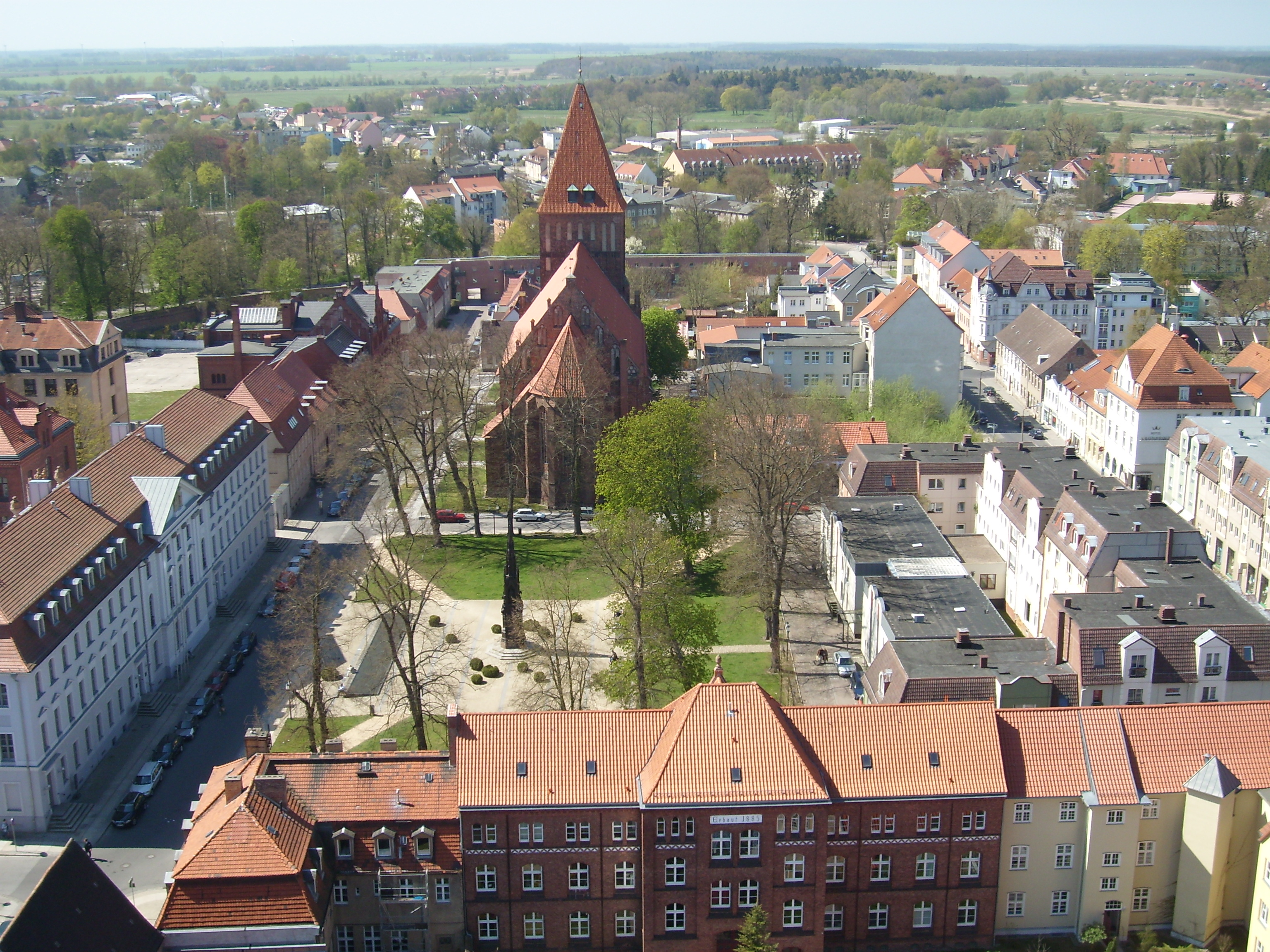
Il giardino botanico era precedentemente situato vicino all'edificio amministrativo sulla sinistra, ma successivamente è stato spostato nella sua posizione attuale negli anni 1880.

L'orto botanico di Greifswald fu fondato nel 1763 da Samuel Gustav Wilcke come hortus medicus, cioè piante medicinali usati successivamente come farmaci. Poco dopo le piante dell'orto botanico furono anche usate per scopi scientifici, quindi ribattezzato hortus accademus un anno dopo.
Originariamente, il giardino botanico si trovava vicino al principale edificio amministrativo dell'Università di Greifswald, ma a causa della sua vivace attività nel XIX secolo fu trasferito.
Il professor Julius Münter facilitò il suo trasferimento in un'area di due ettari a ovest del centro città, completata nel 1886. Sedici serre sono situate nel giardino attuale, metà delle quali sono aperte al pubblico.

## Collezioni
Il giardino botanico comprende 16 serre (Gewächshaus). L'area di totale è di 2 ettari. Si trova su Grimmer Str. 88. Ospita circa 7.000 piante.
L'arboreto: ha una superficie totale di 7 ettari, si trova a Friedrich-Ludwig-Jahn-Str., Vicino alla biblioteca dell'Università di Greifswald e all'Ospedale Clinico Universitario. L'arboreto ospita circa 1.500 piante e alberi.